# Aphthona hauseri
Aphthona hauseri es un coleóptero de la familia Chrysomelidae. Fue descrita científicamente por primera vez en 1911 por Heikertinger.